# 1492
1492 (MCDXCII) fue un año bisiesto comenzado en domingo, según el calendario juliano en vigor a esa fecha. En 1492 tiene lugar uno de los hechos más importantes de la historia de la humanidad: El descubrimiento de América, que determinará el desarrollo de los siguientes 400 años, caracterizados por la expansión europea por todo el planeta y la formación de los primeros imperios globales. Debido a las consecuencias a largo plazo de este acontecimiento, algunos historiadores consideran que en 1492 acaba la Edad Media y comienza la Edad Moderna.

## Acontecimientos
- 2 de enero: los Reyes Católicos conquistan el reino nazarí de Granada. El último rey musulmán, Boabdil, se retira a las Alpujarras después de casi 800 años de dominio islámico en la península ibérica. Culmina así la llamada «Reconquista».
- 23 de enero: se imprime la primera copia de la Torá.[1]
- 31 de marzo: los Reyes Católicos firman el Edicto de Granada con el que se expulsa a los judíos sefardíes de España. Se estima que fueron exiliados entre 150 000 y 200 000 judíos. Algunos van a contribuir al desarrollo financiero de los Países Bajos, entonces bajo dominio español, mientras que otros encuentran refugio en el Magreb (territorios ocupados por musulmanes), en Portugal, en Italia o en el Mediterráneo oriental. El decreto permanecerá en vigencia hasta el año 1969.
- 9 de abril: Pedro II de Médici se convierte en gobernante de la República de Florencia a la muerte de Lorenzo el Magnífico.
- 17 de abril: Cristóbal Colón y los Reyes Católicos firman las Capitulaciones de Santa Fe, que recogen los acuerdos relativos a la expedición que planea Colón por el mar hacia occidente.Primer desembarco de Cristóbal Colón en América, tomando posesión de la isla de San Salvador para la Corona de Castilla. Pintura de Dióscoro Puebla, (Exposición Nacional (1862), Medalla de Primera clase)

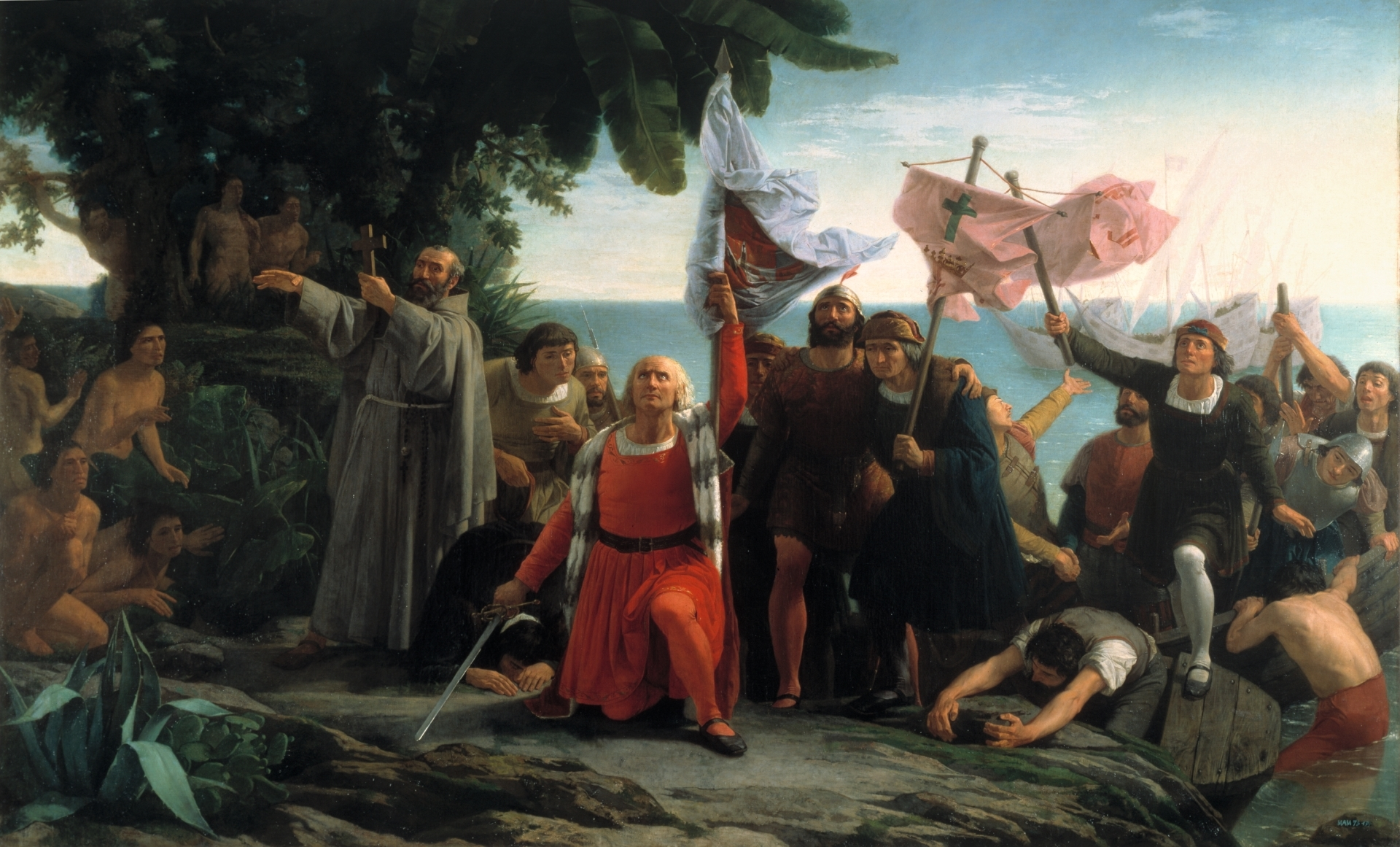
Primer desembarco de Cristóbal Colón en América, tomando posesión de la isla de San Salvador para la Corona de Castilla. Pintura de Dióscoro Puebla, (Exposición Nacional (1862), Medalla de Primera clase)

- 20 de julio: en Roma (peninsula itálica), el médico judío Giacomo di San Genesio desangra a cinco niños de 10 años ―quienes fallecen minutos después debido a la hipovolemia (la pérdida de sangre)― para que el papa Inocencio VIII (59) succione la sangre. Esta se considera la primera transfusión de sangre del mundo.[2] El papa fallecerá 5 días después.
- 3 de agosto: desde Palos de la Frontera (España) zarpa Cristóbal Colón en busca de una nueva ruta para llegar a las Indias.
- 11 de agosto: el cardenal español Rodrigo de Borja es elegido papa, tomando el nombre papal de Alejandro VI.
- 3 de septiembre: Francia e Inglaterra firman la paz mediante el tratado de Étaples.
- 6 de septiembre: Cristóbal Colón zarpa desde La Gomera (islas Canarias).
- 12 de octubre: en la isla Guanahaní (Bahamas) desembarcan los tres navíos de Cristóbal Colón. Este hecho será conocido tradicionalmente en la historiografía como el descubrimiento de América, que marca el comienzo de la colonización del continente por los europeos.
- 28 de octubre: Colón llega a Cuba, por lo que es hoy Bariay, en la provincia de Holguín.
- 5 de diciembre: Colón llega a La Española.
- 7 de diciembre: en Barcelona, Fernando II de Aragón es apuñalado por el perturbado Juan de Cañamares.
- 25 de diciembre: la Santa María encalla en La Española y sus restos se usan para construir el fuerte Navidad, primer poblado español en América.

### Sin fecha
- En China se monetiza el transporte comercial de grano a la frontera norte a cambio de certificados de sal.[3]
- Martin Behaim inicia la construcción del primer globo terráqueo: el Erdapfel
- Edimburgo se convierte en la capital de Escocia.
- En Navarra, Catalina de Foix gana la guerra civil.
- En Córcega se funda la aldea de Ajaccio.
- En las islas Canarias se inicia la conquista castellana de la isla de La Palma, que terminará al año siguiente
- Posible erupción del volcán del Teide. En la Isla Canaria de Tenerife, según relata Cristóbal Colón.
- En el actual Colombia se inicia la Conquista de la Nueva Granada (Terminará en 1550).

## Arte y literatura
- 18 de agosto: se publica la primera edición de la Gramática castellana de Antonio de Nebrija.
- En Zaragoza (España) se termina la techumbre del Palacio de la Aljafería, de los Reyes Católicos.
- En Sevilla se imprime la novela Cárcel de amor, de Diego de San Pedro.
- Marsilio Ficino traduce al latín las obras del filósofo griego Plotino.

## Ciencia y tecnología
- Martin Behaim construye el primer globo terráqueo.

## Nacimientos
- 6 de marzo: Juan Luis Vives, humanista, filósofo y pedagogo español (f. 1540).
- 15 de marzo: Anne de Montmorecy, militar francés (f. 1559).
- 27 de marzo: Adam Ries, matemático alemán (f. 1540).
- 20 de abril: Pietro Aretino, poeta, escritor y dramaturgo italiano (f. 1556).
- 30 de octubre: Ana de Alenzón, aristócrata («marquesa consorte») francesa (f. 1562), regente del marquesado de Montferrato.
- 13 de diciembre: Martín de Azpilicueta, intelectual español (f. 1586).
- Feliciano de Silva, escritor español (f. 1554).
- Argula von Grumbach, escritora luterana germano-bávara (f. 1564).

## Fallecimientos
- 9 de abril: Lorenzo de Médici, el Magnífico (43), mecenas, banquero, poeta y filósofo italiano (n. 1449).
- 7 de junio: Casimiro IV Jagellón, gobernante polaco-lituano (n. 1427).
- 25 de julio: Inocencio VIII (59), papa italiano (n. 1432).
- 12 de octubre: Piero della Francesca, pintor italiano (n. 1415).
- 1 de noviembre: Beltrán de la Cueva, aristócrata español (n. 1435).